# Carl Gustaf Qvarnström
Carl Gustaf Qvarnström, né le 23 mars 1810 à Stockholm, mort dans cette même ville le 5 mars 1867, est un sculpteur et peintre suédois.

## Biographie
Carl Gustaf Qvarnström est le fils d'Erik Gustaf Qvarnström, valet de chambre de la princesse Sophie-Albertine, et de son épouse Margareta Christina Eklund. Il entre à l'âge de onze ans à l'Académie des beaux-arts, où il reçoit son premier prix à l'âge de douze ans. Quelques portraits à la craie noire de membres de la famille royale lui ont valu le soutien de diverses sources. En 1824, il participe à l'exposition de dessins de l'Académie et est promu à l'école des antiquités et du modelage, où il reçoit l'enseignement de Gustaf Erik Hasselgren puis de Fredric Westin. Lorsque Johan Niclas Byström revient d'Italie en 1829, Qvarnström devient son disciple et abandonne presque totalement la peinture. En 1836, il se rend en Italie en tant que titulaire d'une bourse de voyage de l'Académie, où il reste six ans, principalement à Rome.
En 1842, Carl Gustaf Qvarnström retourne à Stockholm et devient membre de l'Académie et, en 1843, vice-professeur. En 1852, il devient professeur titulaire et, en 1853, directeur de l'Académie. Au cours de cette période, il effectue plusieurs voyages à Paris, à Munich et en Italie.
L'art de Carl Gustaf Qvarnström est à bien des égards représentatif des goûts et des tendances de l'époque. Il a été influencé par Bengt Erland Fogelberg et, dans le domaine du relief, par Bertel Thorvaldsen. Il était très apprécié en tant qu'enseignant. C'est sous sa direction et à son initiative que l'École de peinture de l'Académie fut créée en 1856 et, à partir de l'année suivante, l'École de peinture de paysage. Plusieurs esquisses de Qvarnström et les modèles en plâtre de nombre de ses œuvres se trouvent au Nationalmuseum, aux Archives des arts décoratifs, au Norrköping Art Museum, au Tekniska museet, au Livrustkammaren, au Länsmuseet Gävleborg, à Kulturen, au Örebro County Museum, au Nordiska museet, aux Malmö Museums, au Värmlands Museum et au Kalmar County Museum.
Il était également un peintre accompli. L'une de ses œuvres les plus célèbres est un commandant de campagne romain, peint à l'huile en 60 × 75 cm. L'œuvre est signée et datée de 1830 et peut être qualifiée de néoclassique dans son empirisme.